# 1962 w sztukach plastycznych
Wydarzenia w sztukach plastycznych i wizualnych w 1962 roku.

## Wydarzenia
- Otwarto Biuro Wystaw Artystycznych w tym Galerię Awangarda we Wrocławiu

## Malarstwo
- Kenneth Noland

Prezent
- Francis Bacon

Trzy studia postaci na podstawie ukrzyżowania
- Edward Hopper

Nowojorskie biuro – olej na płótnie
- Andy Warhol

Puszki z zupą firmy Campbell (ang. Campbell’s Soup Cans) – seria 32 obrazów, każdy 51 × 41 cm, serigrafia
210 butelek Coca-Coli (ang. 210 Coca-Cola Bottles) – serigrafia, akryl i ołówek na płótnie, 209,5x266,5 cm
Wielka puszka zupy Campbella (ang. Big Torn Campbell’s Soup Can) – akryl na płótnie, 183x137 cm
Dwadzieścia pięć kolorowych Marilyn (ang. Twenty-Five Colored Marilyns) – akryl na płótnie, 209x169,5 cm
- Roy Lichtenstein

Blam – olej na płótnie, 172,7x203,2 cm
- Jasper Johns

Skaczący do wody – olej na płótnie i przedmioty
Dom wariatów (Fool’s House) – olej na płótnie i przedmioty, 182,8x91,4 cm
- Eligiusz Bielutin

Bez tytułu – tempera na papierze, 96x69 cm, w kolekcji MOCAK
- Ülo Sooster

Oko w jajku – olej na papierze

## Grafika
- Andy Warhol

Dyptyk Marilyn – sitodruk

## Plakat
- Jan Młodożeniec

plakat do filmu Herszt – format A1
- Franciszek Starowieyski

plakat do sztuki teatralnej Frank V – format A1
plakat do filmu Przygody barona Munchausena – format A1

## Rzeźba
- Władysław Hasior

Przesłuchanie Anioła – asamblaż
Święty Łotr – asamblaż
- Alina Szapocznikow

Negro Spiritualis II (1961-1962)
Wdzięcząca
Klown
Krata dla sklepu Mody Polskiej
Noga
Przechodnie I
Przechodnie II
Samogłoska
Spółgłoska

## Instalacja
- Christo i Jeanne-Claude

Mur z beczek. Żelazna kurtyna - blokada Rue Visconti w Paryżu za pomocą beczek po oleju napędowym

## Nagrody
- World Press Photo – Héctor Rondón Lovera[18]

## Urodzeni
- 15 stycznia – Fotini Stefanidi, grecka ilustratorka, malarka i graficzka
- 3 lutego – Agata Pankiewicz, polska fotografka i artystka sztuk wizualnych
- Cosima von Bonin, niemiecka artystka, performerka
- Marta Deskur, polska artystka intermedialna

## Zmarli
- Ernő Bánk (ur. 1883), węgierski malarz
- 10 kwietnia – Stuart Sutcliffe (ur. 1940), brytyjski malarz
- 12 maja – Edward Kokoszko (ur. 1900), polski malarz
- 7 września – Morris Louis (ur. 1912), amerykański malarz
- 6 października – Bronisław Wojciech Linke (ur. 1906), polski malarz